# Saluda al diablo de mi parte
Saluda al diablo de mi parte es una película de acción colombiana de 2011 dirigida por Juan Felipe Orozco y protagonizada por Édgar Ramírez, Carolina Gómez, Salvador del Solar, Ángela Vergara, Patrick Delmas, Ricardo Vélez y Juan Carlos Vargas.

## Sinopsis
Ángel y su hija son secuestrados por Léder, poderoso hombre en silla de ruedas que anteriormente había sido víctima de un secuestro en el que Ángel fue partícipe. Si quiere que su hija siga con vida, Ángel deberá asesinar a cada una de las personas que participaron en el secuestro de Léder.

## Reparto
- Édgar Ramírez como Ángel Sotavento
- Ricardo Vélez como Leder
- Carolina Gómez como Helena
- Salvador del Solar como Antonio Moris
- Patrick Delmas como Serge Dufayel
- Albi De Abreu como Luis
- Ángela Vergara como Patricia
- Juan Carlos Vargas como Fernando Carranza
- Simón Rivera como Meza